# Trogoptera althora
Trogoptera althora är en fjärilsart som beskrevs av William Schaus 1928. Trogoptera althora ingår i släktet Trogoptera och familjen Mimallonidae. Inga underarter finns listade i Catalogue of Life.